# Jewgienij Trubicyn
Jewgienij Gieorgijewicz Trubicyn (ros. Евгений Георгиевич Трубицын, ur. 29 października?/11 listopada 1911 w Gorłówce, zm. 2 marca 1986 w Moskwie) – radziecki działacz partyjny, Bohater Pracy Socjalistycznej (1981).
W 1938 ukończył Dniepropietrowski Instytut Inżynierów Transportu Kolejowego i pracował jako ślusarz, pomocnik maszynisty, inżynier i szef zajezdni. Od 1941 w WKP(b), po ataku Niemiec na ZSRR pracował na kolei w Tomsku, a od 1945 w Ministerstwie Połączeń Drogowych ZSRR. 1955-1960 szef Kolei Kirowskiej (od Leningradu do Murmańska), później szef Kolei Kalinińskiej. Od 16 stycznia do 25 lipca 1956 członek KC Komunistycznej Partii Karelo-Fińskiej SRR, od 1961 I zastępca przewodniczącego sownarchozu Smoleńskiego Ekonomicznego Rejonu Administracyjnego, od 5 stycznia 1963 do 14 grudnia 1964 I sekretarz Przemysłowego Komitetu Obwodowego KPZR w Smoleńsku, od grudnia 1964 do maja 1965 II sekretarz Komitetu Obwodowego KPZR w Smoleńsku. Od 12 kwietnia 1967 do 30 listopada 1983 minister transportu samochodowego i dróg szosowych/minister transportu samochodowego Rosyjskiej FSRR, następnie na emeryturze. Deputowany do Rady Najwyższej Rosyjskiej FSRR.

## Odznaczenia
- Medal Sierp i Młot Bohatera Pracy Socjalistycznej (2 kwietnia 1981)
- Order Lenina (czterokrotnie)
- Order Rewolucji Październikowej] (10 listopada 1971)
- Order Czerwonego Sztandaru Pracy
- Order Przyjaźni Narodów
- Medal „Za pracowniczą dzielność”

I inne.